# Saint Vincent i Grenadyny na Letnich Igrzyskach Olimpijskich Młodzieży 2010
Saint Vincent i Grenadyny na Letnich Igrzyskach Olimpijskich Młodzieży w Singapurze w 2010 reprezentowało 3 sportowców w 2 dyscyplinach.

## Skład kadry

### Lekkoatletyka

#### Chłopcy
| Zawodnik        | Dyscyplina            | Kwalifikacja | Kwalifikacja | Finał | Finał   |
| Zawodnik        | Dyscyplina            | Wynik        | Miejsce      | Wynik | Miejsce |
| --------------- | --------------------- | ------------ | ------------ | ----- | ------- |
| Renaldo Charles | bieg na 100m chłopców | 11.47        | 21 qC        | 11.50 | 19      |

#### Dziewczyny
| Zawodniczka   | Dyscyplina             | Kwalifikacja | Kwalifikacja | Finał | Finał   |
| Zawodniczka   | Dyscyplina             | Wynik        | Miejsce      | Wynik | Miejsce |
| ------------- | ---------------------- | ------------ | ------------ | ----- | ------- |
| Shantal Rouse | bieg na 100m dziewcząt | 12.85        | 19 qC        | 13.03 | 19      |

### Taekwondo
- Dasreen Primus – powyżej 63 kg dziewcząt (5 miejsce)